# Noach Ögren
Noach Brynolf Ögren, född 25 oktober 1845 i Falköping, död 26 november 1877 i Jönköping, var en svensk fotograf.
Noach Ögren var från 1864 verksam i Jönköping, där han och brodern Fredrik Ögren (född 1832) hade en fotoateljé, "N.B Ögrens Fotografiska Atelier". Hans änka Wilhelmina Leontina Natalia Nordström (född 1846), bodde kvar i Jönköping efter makens död 1877 fram till 1880, och kan möjligen ha drivit rörelsen vidare. Brodern Fredrik emigrerade till USA 1881.

## Bildgalleri

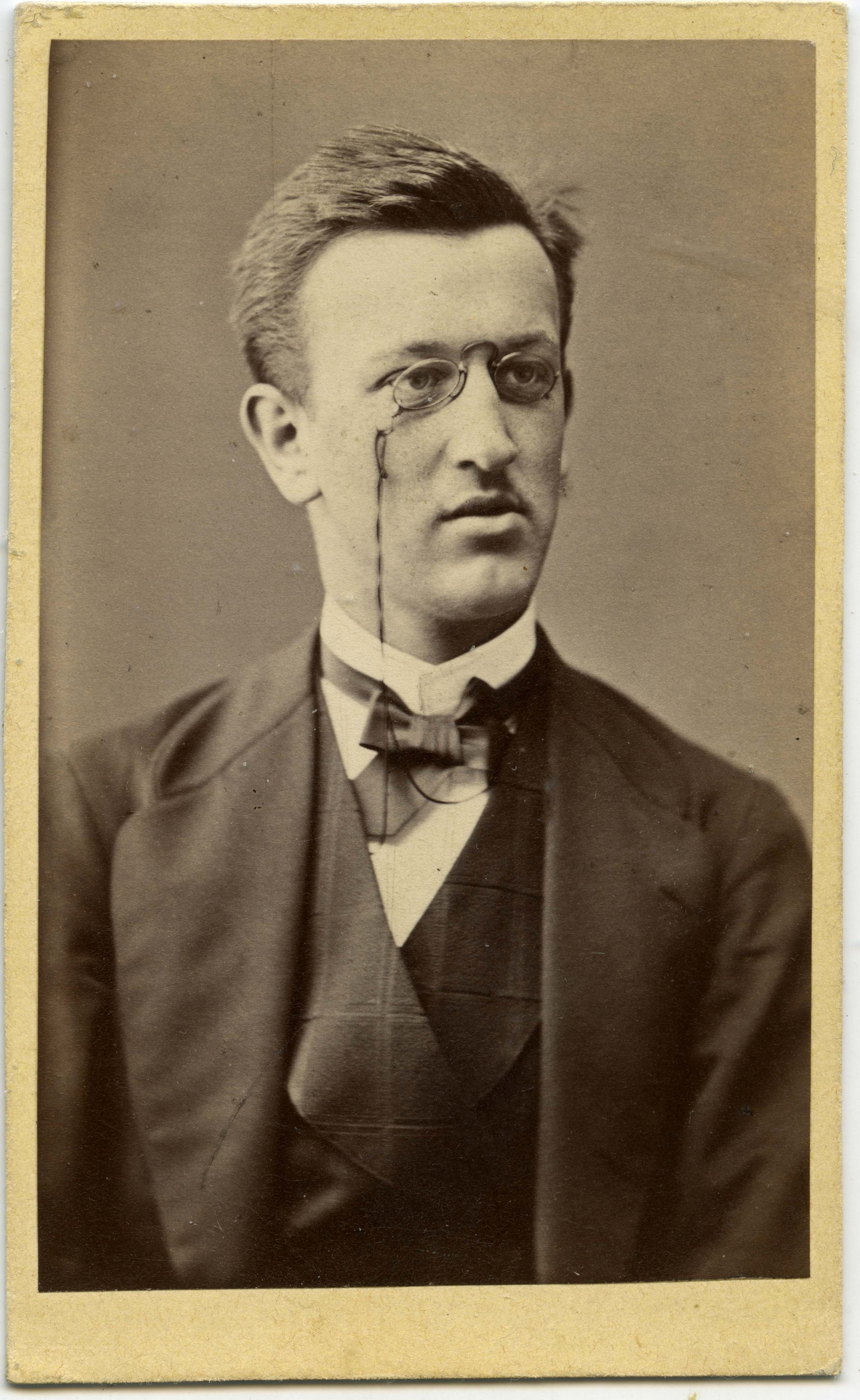
Porträtt av Rudolf Frick
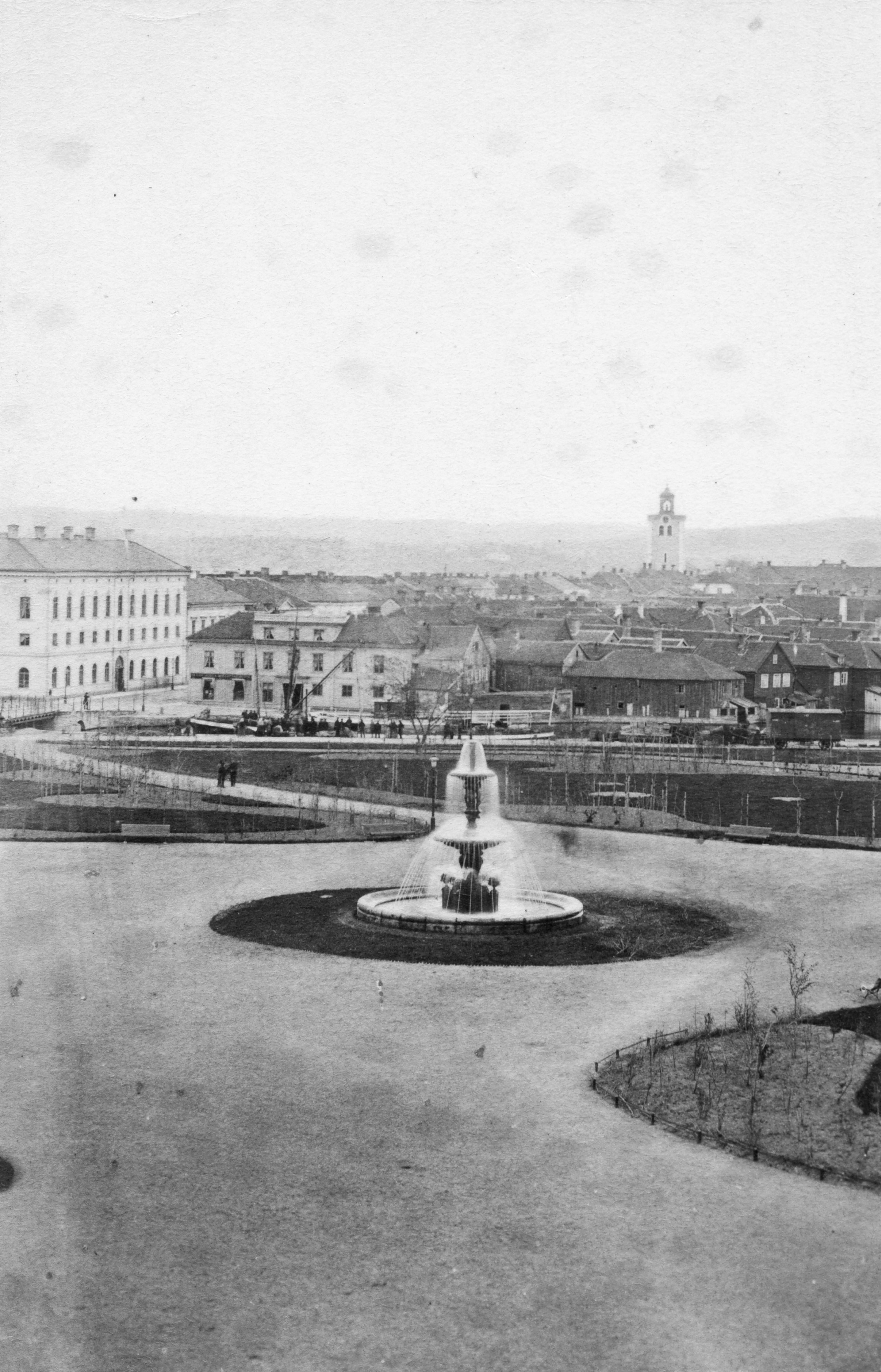
Rådhusparken och Södra Strandgatan i Jönköping, sedda från trappan till Rådhuset
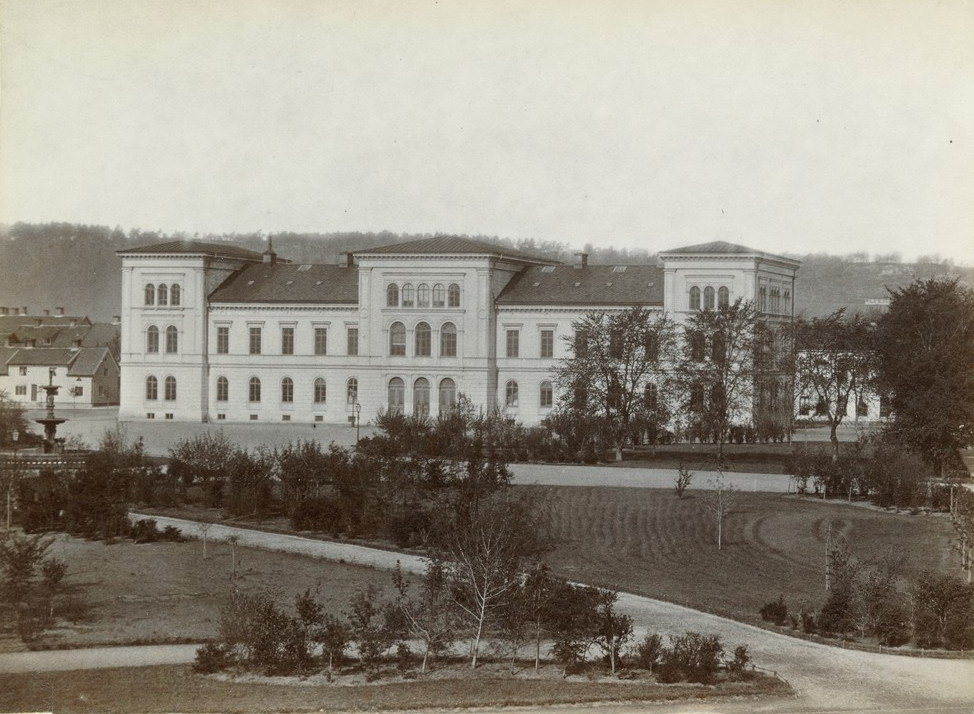
Läroverket i Jönköping, 1870-talet